# Pfrondhorn
Das Pfrondhorn (im Vorarlberger Flurnamenbuch auch als Sernerfalba bezeichnet, 1949 m ü. A.) ist ein Berg im Walserkamm, Teil des Bregenzerwaldgebirges, der auf dem Gemeindegebiet von Blons und Laterns gelegen ist. Das Furkajoch ist etwa 850 m und der Seraspitz etwa 500 m Luftlinie entfernt. Auf dem Gipfel befindet sich kein Gipfelkreuz, lediglich ein Vermessungspunkt.
Nicht zu verwechseln ist dieser Gipfel mit dem Seraspitz, für den fallweise auch der Name Serenfalben verwendet wird.

## Lage
Das Pfrondhorn ist der erste Gipfel des Walserkamms, der sich in gerader Linie Ost–West bis in die Stadt Feldkirch zieht und  der die südlichste Kette des Bregenzerwaldgebirgs ist.
Es ist ein auffallender, ausgeprägter, Gipfel mit einem geringfügig niederen Vorgipfel. Die Vegetation besteht aus dichtem Gras und einigen Stauden, Erika und Tannen etc.
Nordwärts unter dem Pfrondhorn entspringen einige Quellen (mindestens fünf), die in den Ladritschbach münden bzw. durch den Zusammenfluss mit den Quellen vom Seraspitz diesen Bach bilden.

## Benachbarte Gipfel und Einkerbungen bzw. Alpen
Im Westen, etwa 500 m Luftlinie entfernt, der Seraspitz (1891 m ü. A.), etwa 850 m entfernt das Furkajoch (1759 m ü. A.) und etwa 600 m entfernt das Serajöchle (1855 m ü. A.). Südsüdwest, etwa 1600 m entfernt die Löffelspitze (1962 m ü. A.).
Westwärts liegt auf Laternser Gemeindegebiet die Gampernestalpe (ca. 1150 m Luftlinie entfernt), südwestwärts auf Gemeindegebiet von Blons die Oberalp (ca. 650 m Luftlinie entfernt).

## Wandern
Der nächstgelegene Wander-Stützpunkt ist die Imbissstube am Furkajoch und die Portlaalpe (1710 m ü. A., nur im Sommer bewirtschaftet). Auch andere umliegende Alpen sind nur im Sommer bewirtschaftet.
Der Weg vom Furkajoch über das Serajöchle auf den Berggipfel kann in etwa 40 Minuten bewältigt werden (190 Höhenmeter). Eine Wanderung vom Sera Jöchle über den Seraspitz zum Pfrondhorn benötigt etwa 15 Minuten mehr Zeitaufwand.
Der Berg bedingt Trittsicherheit und gutes Schuhwerk und die Begehung ist für kleine Kinder nicht geeignet. Bei nasser Witterung besteht im oberen Teil Absturzgefahr.

## Karten
Kompass Karte 1:50.000, Blatt 2 Bregenzerwald – Westallgäu,